# Brooklyn College

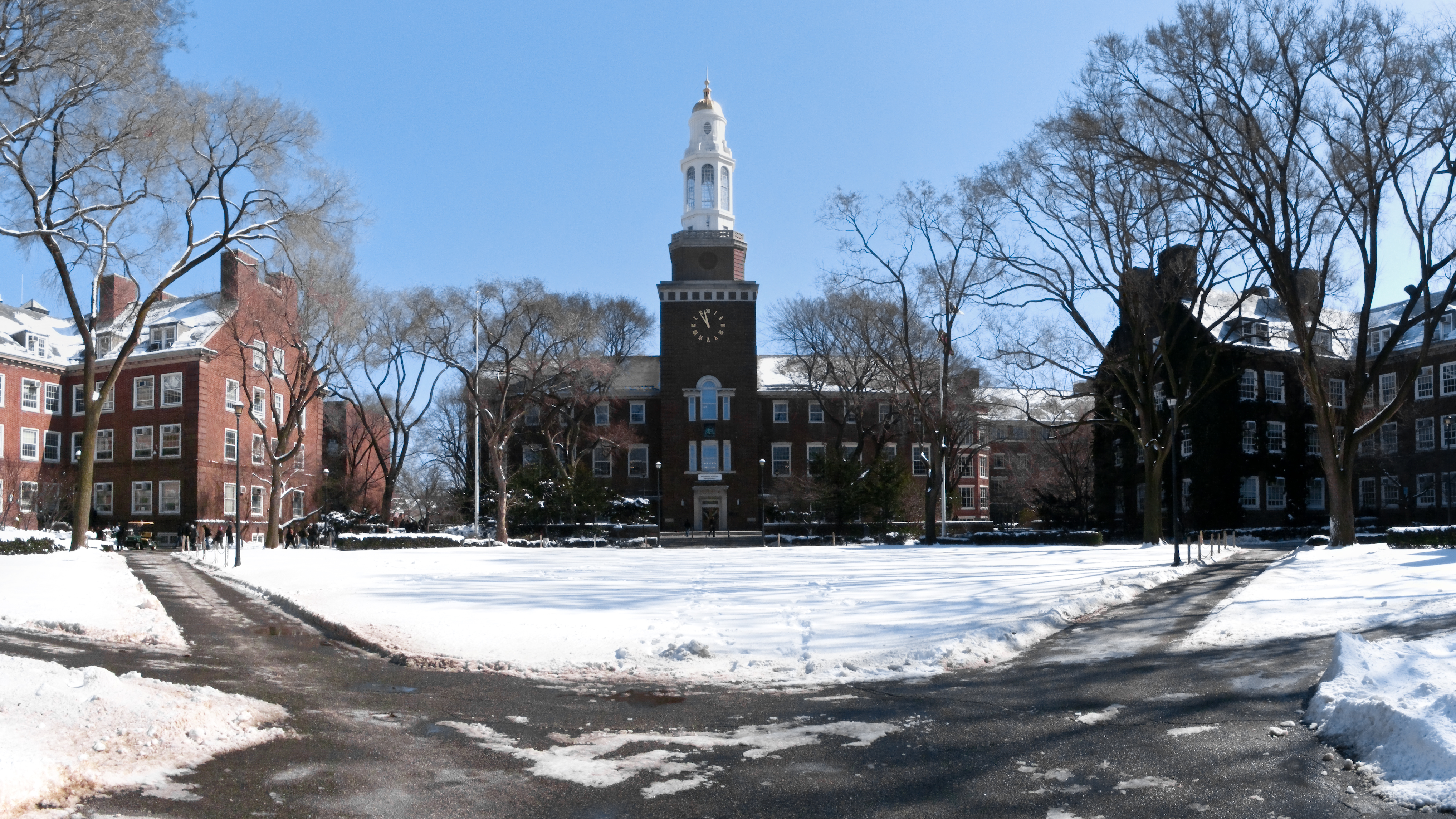
Brooklyn College im Winter

Das Brooklyn College, offiziell Brooklyn College of the City University of New York ist ein staatliches Liberal-Arts-College in New York City im US-Bundesstaat New York. Es ist Teil der City University of New York (CUNY). 1930 gegründet, sind hier derzeit etwa 17.000 Studenten immatrikuliert. Die Studenten können den akademischen Grad eines Bachelor of Arts, Bachelor of Science oder Master erhalten.
Während seiner 80-jährigen Geschichte erwarb sich das Brooklyn College aufgrund seiner vergleichsweise niedrigen Gebühren für Studierende aber hoher Reputation und dem pittoresken Campus den Spitznamen „the poor man’s Harvard“ (deutsch: Harvard der Armen). Es ist in den USA auf dem 19. Rang, die Anzahl der Absolventen betreffend, die nach ihrem Bachelor-Abschluss eine Promotion (PhD) absolviert haben.

## Fakultäten
Das Brooklyn College ist in drei „Divisionen“ aufgeteilt, die sich wiederum in die einzelnen Fach-Fakultäten (Wirtschaft, Psychologie, Biologie usw.) trennen.
- Geisteswissenschaften und Naturwissenschaften (School of Liberal Arts and Sciences)
- Allgemeine Studien (School of General Studies)
- Division of Graduate Studies

Weiterhin bietet das Conservatory of Music at Brooklyn College Kurse auf undergraduate (Bachelor) und graduate (Master)-Niveau an. Es umfasst sowohl die Bereiche Performance, als auch Musikwissenschaft, Komposition und musikalische Erziehung.

## Persönlichkeiten

### Dozenten
- Vito Acconci – Künstler
- F. Murray Abraham – Schauspieler
- Hannah Arendt – Politikwissenschaftlerin, Philosophin[2]
- Christopher Coletti – Trompeter
- Michael Cunningham – Schriftsteller
- Wilhelm Richard Gaede, nach seiner Einbürgerung in die USA William Richard Gaede, war hoher Beamter unter dem preußischen Kultusminister Adolf Grimme und emigrierte nach 1933 in die USA, wo er Professor für Germanistik am Brooklyn College wurde und später auch Dekan.[3]
- Allen Ginsberg – Dichter
- Agnieszka Holland – Filmregisseurin
- Rosamond S. King  – Literaturwissenschaftlerin
- David Konstan – Klassischer Philologe
- Abraham Maslow – Psychologe
- Elizabeth Murray – Künstlerin
- Philip Pearlstein – Künstler
- Ad Reinhardt – Künstler
- Mark Rothko – Künstler
- Kurt Seligmann – Maler und Graphiker

### Absolventen
- Irwin Shaw (B.A. 1934) – Theaterregisseur
- Richard Bellman (B.A. 1941) – Mathematiker
- Stanley Cohen (B.A. 1943) – Biochemiker, Nobelpreis für Medizin (1986)
- Shirley Chisholm (B.A. 1946) – erste afroamerikanische Abgeordnete des US-Repräsentantenhaus
- Paul Mazursky (B.A. 1951) – Filmregisseur
- Stuart A. Rice (B.S. 1952) – Chemiker
- Donald Kagan (B.A. 1954) – Historiker
- Bernie Sanders (B.A. 1960) – Politiker und Präsidentschaftskandidat[4]
- Barbara Boxer (B.A. 1962) – Politikerin
- Frank McCourt (M.A. 1967) – Autor
- Michel-Rolph Trouillot (B.A. 1978) – Anthropologe und Historiker
- Jimmy Smits (B.A. 1980) – Schauspieler
- James Franco (M.F.A. 2010) – Schauspieler[5]

## Notizen
1. ↑  University Herald: Top 10 Most Sober Colleges, August 2013
2. ↑  Arendt lehrte hier 1942 Neuere europäische Geschichte. Es war ihre erste akademische Tätigkeit nach der Flucht aus Frankreich
3. ↑  Sonja Petra Karsen: Bericht über den Vater, in: Gerd Radde: Fritz Karsen: ein Berliner Schulreformer der Weimarer Zeit, Peter Lang, Frankfurt a. M. [u. a.] 1999, ISBN 3-631-34896-7, S. 409. Literatur von William Richard Gaede im WorldCat und von Wilhelm Richard Gaede
4. ↑  Bernie Sanders' Brooklyn. In: am New York. Archiviert vom Original (nicht mehr online verfügbar) am 24. Mai 2016; abgerufen am 25. Mai 2016.  Info: Der Archivlink wurde automatisch eingesetzt und noch nicht geprüft. Bitte prüfe Original- und Archivlink gemäß Anleitung und entferne dann diesen Hinweis.
5. ↑  Allen Ginsberg and James Franco Overlap Once Again –  CUNY Newswire – CUNY. In: www1.cuny.edu. Archiviert vom Original (nicht mehr online verfügbar) am 19. September 2016; abgerufen am 25. Mai 2016.  Info: Der Archivlink wurde automatisch eingesetzt und noch nicht geprüft. Bitte prüfe Original- und Archivlink gemäß Anleitung und entferne dann diesen Hinweis.

Koordinaten: 40° 37′ 52″ N, 73° 57′ 9″ W